# نيفا (كولومبيا)
نيفا (بالإسبانية: Neiva) هي عاصمة إدارة هويلا في كولومبيا.

## المناخ
يظهر الجدول التالي التغييرات المناخية على مدار السنة لنيفا:
| البيانات المناخية لـنيفا                                                     | البيانات المناخية لـنيفا | البيانات المناخية لـنيفا | البيانات المناخية لـنيفا | البيانات المناخية لـنيفا | البيانات المناخية لـنيفا | البيانات المناخية لـنيفا | البيانات المناخية لـنيفا | البيانات المناخية لـنيفا | البيانات المناخية لـنيفا | البيانات المناخية لـنيفا | البيانات المناخية لـنيفا | البيانات المناخية لـنيفا | البيانات المناخية لـنيفا |
| الشهر                                                                        | يناير                    | فبراير                   | مارس                     | أبريل                    | مايو                     | يونيو                    | يوليو                    | أغسطس                    | سبتمبر                   | أكتوبر                   | نوفمبر                   | ديسمبر                   | المعدل السنوي            |
| ---------------------------------------------------------------------------- | ------------------------ | ------------------------ | ------------------------ | ------------------------ | ------------------------ | ------------------------ | ------------------------ | ------------------------ | ------------------------ | ------------------------ | ------------------------ | ------------------------ | ------------------------ |
| متوسط درجة الحرارة الكبرى °م (°ف)                                            | 32.8 (91.0)              | 33.0 (91.4)              | 32.7 (90.9)              | 32.3 (90.1)              | 32.5 (90.5)              | 33.2 (91.8)              | 33.7 (92.7)              | 34.5 (94.1)              | 34.6 (94.3)              | 32.8 (91.0)              | 31.5 (88.7)              | 31.9 (89.4)              | 33.0 (91.3)              |
| متوسط درجة الحرارة الصغرى °م (°ف)                                            | 22.3 (72.1)              | 22.4 (72.3)              | 22.5 (72.5)              | 22.4 (72.3)              | 22.3 (72.1)              | 22.2 (72.0)              | 22.5 (72.5)              | 22.9 (73.2)              | 23.0 (73.4)              | 22.4 (72.3)              | 22.2 (72.0)              | 22.1 (71.8)              | 22.4 (72.4)              |
| معدل هطول الأمطار مم (إنش)                                                   | 106 (4.2)                | 130 (5.1)                | 151 (5.9)                | 135 (5.3)                | 89 (3.5)                 | 37 (1.5)                 | 33 (1.3)                 | 23 (0.9)                 | 65 (2.6)                 | 203 (8.0)                | 216 (8.5)                | 158 (6.2)                | 1٬346 (53)               |
| متوسط الأيام الممطرة (≥ 1 mm)                                                | 11                       | 12                       | 14                       | 15                       | 15                       | 12                       | 10                       | 8                        | 10                       | 16                       | 18                       | 14                       | 155                      |
| متوسط الرطوبة النسبية (%)                                                    | 69                       | 68                       | 70                       | 72                       | 70                       | 64                       | 58                       | 55                       | 57                       | 67                       | 75                       | 73                       | 67                       |
| ساعات سطوع الشمس الشهرية                                                     | 198                      | 156                      | 153                      | 149                      | 165                      | 169                      | 173                      | 170                      | 160                      | 172                      | 165                      | 190                      | 2٬020                    |
| المصدر: Instituto de Hidrología, Meteorología y Estudios Ambientales (IDEAM) |                          |                          |                          |                          |                          |                          |                          |                          |                          |                          |                          |                          |                          |

## معرض صور

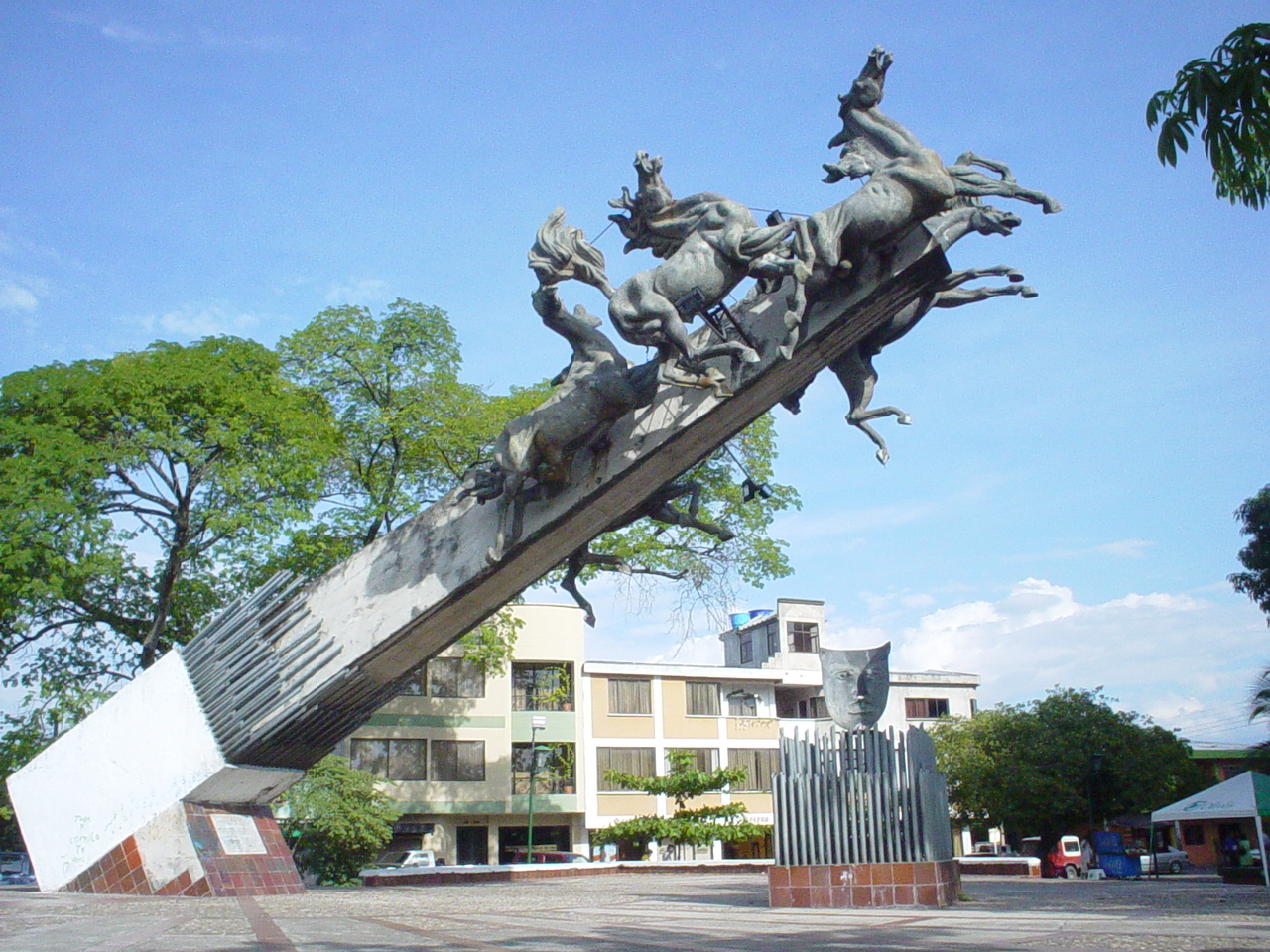
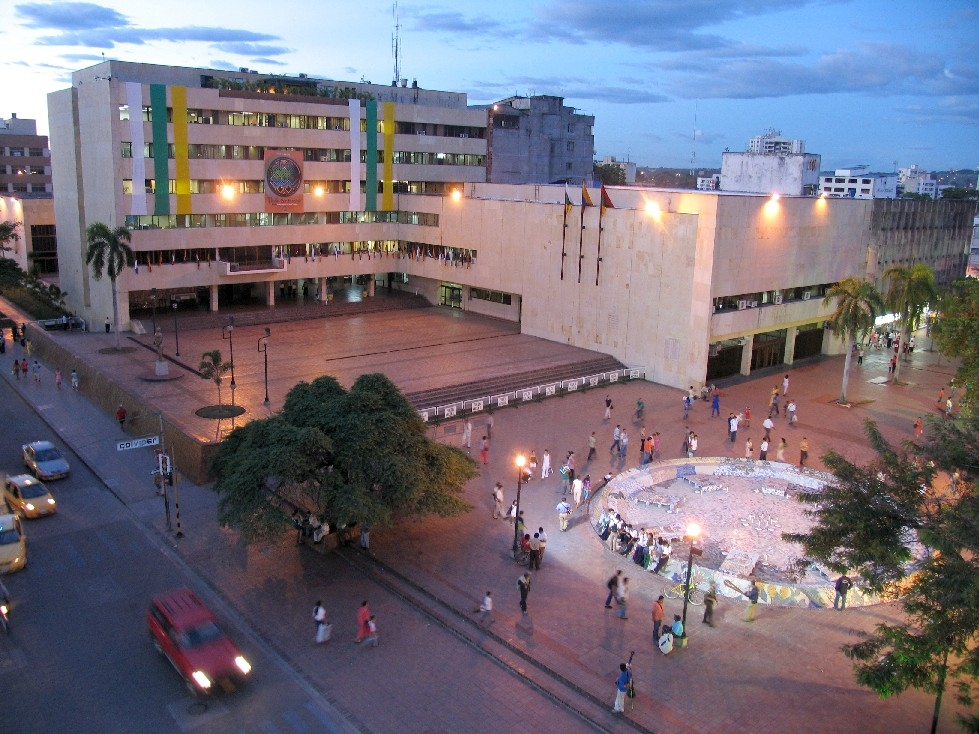
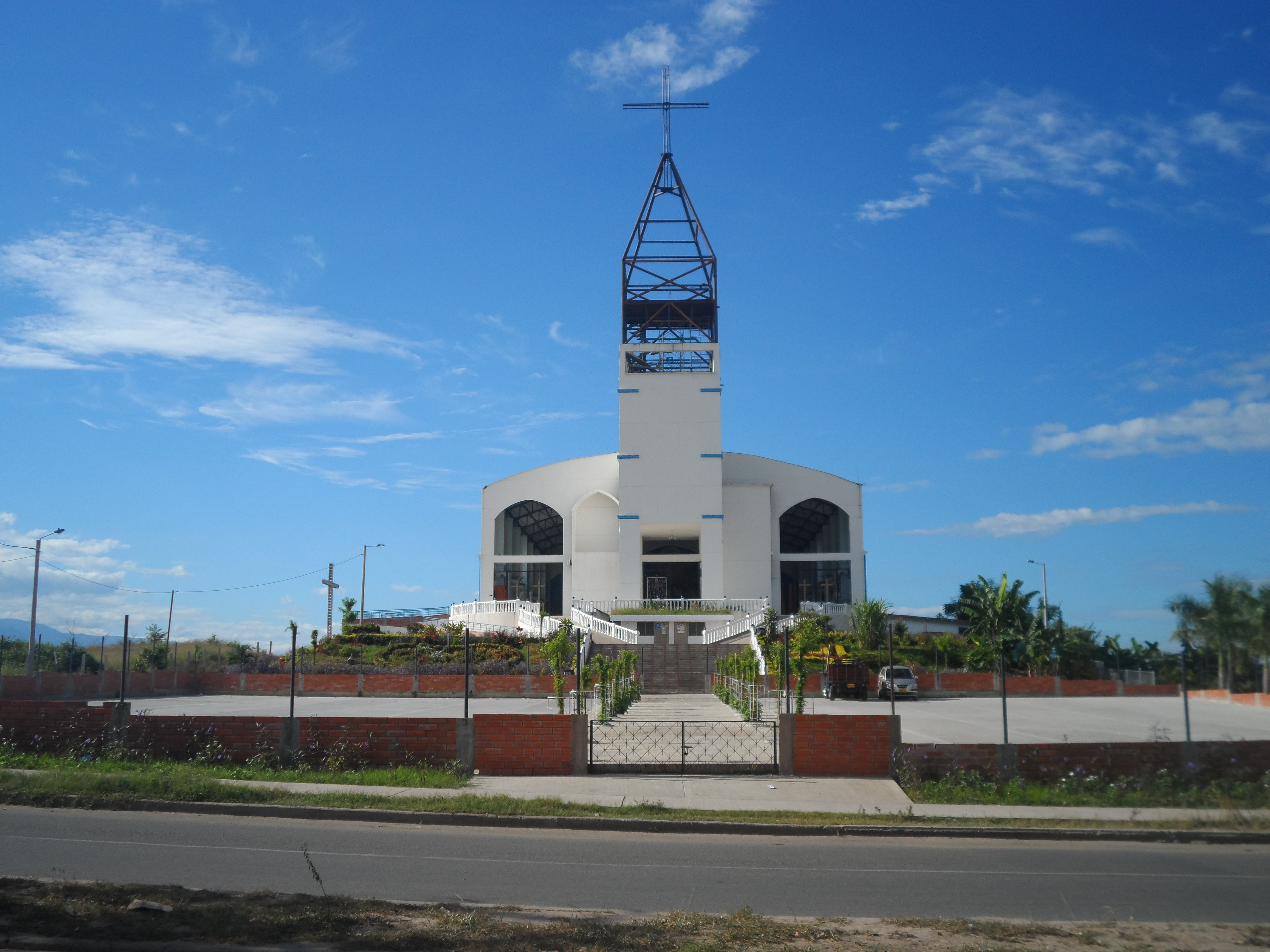
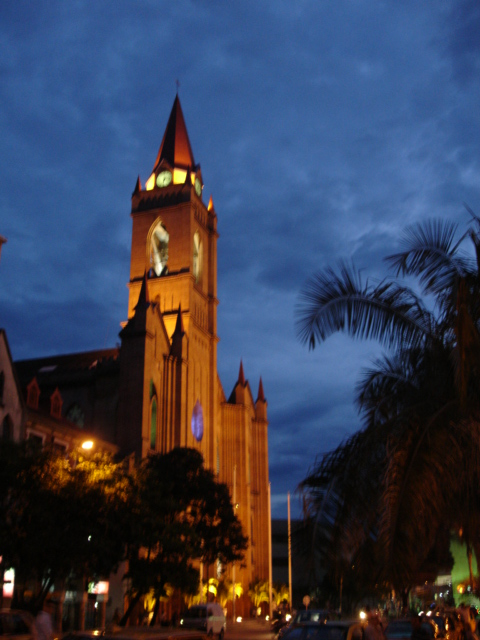

## أعلام
- خوسيه إيلاريو لوبيث
- رودريغو لارا
- بينيتو إراولا سالاس فارغاس
- ميسايل باسترانا بوريرو
- وينستون موراليس